# Daniela Alvarado
Daniela del Carmen Alvarado Álvarez (Caracas, 23 ottobre 1981) è un'attrice venezuelana.

## Filmografia

### Cinema
- Punto y raya - regia di Elia Schneider (2004)
- Azul y no tan rosa - regia di Miguel Ferrari (2012)
- La chica del alquiler - regia di

Carlos Caridad Montero (2023)

### Televisione
- La revancha - serie TV (1989)
- La Mujer Prohibida - serie TV (1991)
- Amores de Fin de Siglo - serie TV (1995)
- La inolvidable - serie TV (1996)
- A todo corazón - serie TV (1997)
- Mariú - serie TV (2000)
- Angélica Pecado - serie TV (2001)
- Juana la Virgen - serie TV (2002)
- La Invasora - serie TV (2003)
- Se solicita príncipe azul - serie TV (2005)
- Voltea pa' que te enamores - serie TV (2007)
- Un esposo para Estela - serie TV (2009)
- La mujer perfecta - serie TV (2010)
- Mi ex me tiene ganas - serie TV (2012)
- A puro corazón - serie TV (2015)